# Seven Femenino de Nueva Zelanda 2020
El Seven Femenino de Nueva Zelanda de 2020 fue la primera edición del torneo neozelandés de rugby 7, fue el cuarto torneo de la Serie Mundial Femenina de Rugby 7 2019-20.
Se desarrolló en el Waikato Stadium de la ciudad de Hamilton, Nueva Zelanda.
Por primera vez se disputó en paralelo con la edición masculina del torneo.

## Equipos participantes
Además de los 11 equipos que tienen su lugar asegurado para toda la temporada se suma como invitado la selección de China.
| - Australia - Brasil - Canadá - China - España - Estados Unidos | - Fiyi - Francia - Inglaterra - Irlanda - Nueva Zelanda - Rusia |

## Fase de grupos

### Grupo A
| Equipo        | Encuentros | Encuentros | Encuentros | Encuentros | Tantos  | Tantos    | Tantos     | Puntos |
| Equipo        | jugados    | ganados    | empatados  | perdidos   | a favor | en contra | diferencia | Puntos |
| ------------- | ---------- | ---------- | ---------- | ---------- | ------- | --------- | ---------- | ------ |
| Nueva Zelanda | 3          | 3          | 0          | 0          | 118     | 35        | +83        | 9      |
| Inglaterra    | 3          | 1          | 0          | 2          | 57      | 66        | -9         | 5      |
| Fiyi          | 3          | 1          | 0          | 2          | 59      | 74        | -15        | 5      |
| China         | 3          | 1          | 0          | 2          | 24      | 83        | -59        | 5      |

### Grupo B
| Equipo         | Encuentros | Encuentros | Encuentros | Encuentros | Tantos  | Tantos    | Tantos     | Puntos |
| Equipo         | jugados    | ganados    | empatados  | perdidos   | a favor | en contra | diferencia | Puntos |
| -------------- | ---------- | ---------- | ---------- | ---------- | ------- | --------- | ---------- | ------ |
| Australia      | 3          | 3          | 0          | 0          | 83      | 40        | +43        | 9      |
| Estados Unidos | 3          | 2          | 0          | 1          | 67      | 38        | +29        | 7      |
| Rusia          | 3          | 1          | 0          | 2          | 48      | 73        | -25        | 5      |
| Brasil         | 3          | 0          | 0          | 3          | 35      | 82        | -47        | 3      |

### Grupo C
| Equipo  | Encuentros | Encuentros | Encuentros | Encuentros | Tantos  | Tantos    | Tantos     | Puntos |
| Equipo  | jugados    | ganados    | empatados  | perdidos   | a favor | en contra | diferencia | Puntos |
| ------- | ---------- | ---------- | ---------- | ---------- | ------- | --------- | ---------- | ------ |
| Canadá  | 3          | 3          | 0          | 0          | 80      | 31        | +49        | 9      |
| Francia | 3          | 2          | 0          | 1          | 95      | 35        | +50        | 7      |
| España  | 3          | 1          | 0          | 2          | 26      | 73        | -47        | 5      |
| Irlanda | 3          | 0          | 0          | 3          | 21      | 73        | -52        | 3      |

## Fase Final

### 11° puesto
| 26 de enero | Brasil | 19 - 26 | Irlanda | Waikato Stadium, Hamilton |  |

### 9° puesto
| 26 de enero | España | 0 - 31 | China | Waikato Stadium, Hamilton |  |

### 7° puesto
| 26 de enero | Fiyi | 21 - 26 | Rusia | Waikato Stadium, Hamilton |  |

### 5° puesto
| 26 de enero | Estados Unidos | 45 - 5 | Inglaterra | Waikato Stadium, Hamilton |  |

#### Copa de oro
|  | Semifinales   | Semifinales   | Semifinales   |               |        | Copa         | Copa         | Copa         |  |
|  |               |               |               |               |        |              |              |              |  |
|  |               |               |               |               |        |              |              |              |  |
|  | Canadá        | Canadá        | 28            |               |        |              |              |              |  |
|  | Canadá        | Canadá        | 28            |               |        |              |              |              |  |
|  | Australia     | Australia     | 19            |               |        |              |              |              |  |
|  | Australia     | Australia     | 19            |               | Canadá | Canadá       | 7            |              |  |
|  |               |               |               |               | Canadá | Canadá       | 7            |              |  |
|  |               |               | Nueva Zelanda | Nueva Zelanda | 24     |              |              |              |  |
|  | Nueva Zelanda | Nueva Zelanda | Nueva Zelanda | Nueva Zelanda | 24     | 19           |              |              |  |
|  | Nueva Zelanda | Nueva Zelanda |               |               |        | 19           |              |              |  |
|  | Francia       | Francia       | 7             |               |        | Tercer lugar | Tercer lugar | Tercer lugar |  |
|  | Francia       | Francia       | 7             |               |        | Tercer lugar | Tercer lugar | Tercer lugar |  |
|  |               |               |               |               |        |              |              |              |  |
|  |               |               |               |               |        | Australia    | Australia    | 14           |  |
|  |               |               |               |               |        | Australia    | Australia    | 14           |  |
|  |               |               |               |               |        | Francia      | Francia      | 19           |  |
|  |               |               |               |               |        | Francia      | Francia      | 19           |  |
|  |               |               |               |               |        |              |              |              |  |

| Bandera de Nueva Zelanda |
| Campeón Nueva Zelanda    |
| 3º título del circuito   |